# Bonjour les dégâts !
Bonjour les dégâts ! (Design for Leaving) est un cartoon, réalisé par Robert McKimson et sorti en 1954, qui met en scène Daffy Duck et Elmer Fudd.